# Schwarzschild (cratera)
Schwarzschild é uma grande cratera de impacto lunar, situada no lado oculto da Lua. Ela fica localizada no hemisfério Norte. As crateras mais próximas dignas de nota são: Seares a Nordeste, e Gamow a Sudeste.
Ela foi batizada em homenagem ao físico alemão, Karl Schwarzschild.